# バーレンボルステル
バーレンボルステル (ドイツ語: Bahrenborstel, 低地ドイツ語: Boornbössel) は、ドイツ連邦共和国ニーダーザクセン州ディープホルツ郡に属す町村（以下、本項では便宜上「町」と記述する）である。この町は、キルヒドルフに本部を置くザムトゲマインデ・キルヒドルフに属している。

## 地理

### 位置
バーレンボルステルはデュンマー自然公園とシュタインフーダー・メーア自然公園との間、ブレーメンとミンデンとのほぼ中央に位置している。この町の約 7 km 南にグローセ・モーア（泥湿地）がある。その北側にはダルラーテンモーアが接している。数km北西にグローセ・アウエの一部が延びている。

### 自治体の構成
この町は5つの地区からなる。
- バーレンボルステル
- ゲーテン
- ハーケンモーア
- ヘスペロー
- ホルツハウゼン

## 歴史
バーレンボルステルは、1310年に „up dem Borne“ という表記で初めて文献に登場する。この集落は昔からアムト・ウフテに属し、1582年にヘッセン方伯領に、1816年からはハノーファー王国に属した。

### 町村合併
1974年3月1日にホルツハウゼンが合併した。

### 地名
古い地名は、1380年頃に Bermeburstolte および Beringburstole up dem Borne、1520年に Bargenborstel、1528年に Bergenborstel、1530年に Baryenborstel と記されている。バーレンボルステル (Bahrenborstel) は複合化された地名である。想定される基本形は、Beringeborstel または Berningeborstel である。このうち、-borstel（しばしば -bostel の形でも）は「集落のある場所」を意味している。-ing という要素は、Ber- あるいは Bern- といった前部分をつなぐためのものである。全体では、Ber あるいは Bern （Bär から派生した名前）というジッペ（氏族）の集落がある場所を意味している。

## 行政

### 議会
バーレンボルステルの町議会は11議席で構成されている。

### 首長
マティアス・シュテローは2016年からバーレンボルステルの名誉職の町長を務めている。
過去の町長:
- 1974年 - 1981年: ヴィルヘルム・テンジング
- 1981年 - 1986年: ギュンター・シュトゥンペ
- 1986年 - 2016年: ハインツ・アルバース (CDU)

### 紋章
図柄: この町の紋章は金地で、直立した2本の黒い木の間に、右向き（向かって左向き）に立つ黒いクマ。その下に黒い犂の刃が描かれている。

## 文化と見所

### 建築
バーレンボルステルの建築文化財リストには、2件が登録されている。

## 経済と社会資本

### 交通
この町は、ミンデンからズーリンゲンに通じる連邦道 B61号線のすぐ近くに位置している。